# Ulrich Moennig
Ulrich Moennig (* 3. November 1961 in Wesel) ist ein deutscher Byzantinist und Neogräzist.
Ulrich Moennig legte 1981 am Stiftsgymnasium Xanten sein Abitur ab und studierte anschließend Klassische Philologie, Neogräzistik und Byzantinistik an der Universität Köln, vornehmlich bei Hans Eideneier, Peter Schreiner, Peter Wülfing-von Martitz und Clemens Zintzen. In den Jahren 1984 und 1985 war er Gasthörer an der Universität Kreta. 1992, 1994 und 2002 kehrte er als Gastdozent dorthin zurück. Nach dem Magister Artium 1987 (Zur Überlieferungsgeschichte des mittel- und neugriechischen Alexanderromans) hielt er sich zwei Jahre lang zu Studienzwecken in Athen auf, wo er von Nikolaos Panajotakis und Alexis Politis betreut wurde.
Von 1989 bis 1991 war er Lehrbeauftragter für das Fach Neugriechisch am Fachbereich für Angewandte Sprach- und Kulturwissenschaft der Universität Mainz in Germersheim. 1991 wurde er in Köln mit seiner Dissertation Die spätbyzantinische Rezension des Alexanderromans zum Dr. phil. promoviert und war bis 1993 wissenschaftlicher Mitarbeiter bei Hans Eideneier. Mit ihm betreute er das von der Deutschen Forschungsgemeinschaft (DFG) geförderte Projekt „Neograeca in Germania“. Von 1994 bis 1995 war er Habilitationsstipendiat der DFG. 1995 folgte er Eideneier als wissenschaftlicher Assistent an die Universität Hamburg (bis 2001). 2002 habilitierte er sich mit einer kritischen Ausgabe des Alexanderromans unter dem Titel Die Erzählung von Alexander und Semiramis. Nach einem zweijährigen Gastaufenthalt an der Internationalen Universität Zypern in Nikosia wurde er 2004 zum ordentlichen Professor für Byzantinistik und Neugriechische Philologie an der Universität Hamburg ernannt.
Moennig konzentriert seine Lehrveranstaltungen auf byzantinische und neugriechische Literatur. Seine Forschungsschwerpunkte sind Narrativität in der byzantinischen Literatur, Entstehung neuer Gattungen im Übergang von der byzantinischen zur neugriechischen Literatur (vom 14. bis zum 16. Jahrhundert) und Griechischstudien im frühneuzeitlichen deutschen Raum.

## Schriften
- Zur Überlieferungsgeschichte des mittel- und neugriechischen Alexanderromans. Romiosini, Köln 1987.
- Die spätbyzantinische Rezension *ζ des Alexanderromans. Dissertation. Köln 1991. Romiosini, Köln 1992, ISBN 9783923728954 (Neograeca Medii Aevi, VI).
- mit Hans Edeneier: Neograeca in Germania. Κέντρο Νεοελληνικών Ερευνών Εθνικού Ιδρύματος Ερευνών, Athen 2000.
- Θεωρία και πράξη των εκδώσεων της υστεροβυζαντινής αναγεννησιακής και μεταβυζαντινής δημώδους γραμματείας. Πανεπιστημιακές Εκδώσεις Κρήτης,  Heraklion 2001.
- Die Erzählung von Alexander und Semiramis. Kritische Ausgabe mit einer Einleitung, Übersetzung und einem Wörterverzeichnis (Supplementa Byzantina, 7). De Gruyter, Berlin/New York 2004 (Habilitationsschrift).
- mit David Holton, Tina Lendari, Peter Vejleskov (Hrsg.): Copyists, Collectors, Redactors and Editors: Manuscripts and Editions of Late Byzantine and Early Modern Greek Literature. Papers given at a Conference held at the Danish Institute at Athens, 23–26 May 2002, in honour of Hans Eideneier and Arnold van Gemert. Πανεπιστημιακές Εκδόσεις Κρήτης, Heraklion 2005.